# Puerto de la Brújula
El Puerto de la Brújula es un puerto de montaña situado en la provincia de Burgos (España), en la carretera N-1 de Madrid a Irún. Tiene una altitud de 981 m s. n. m.

## Descripción
El repecho comienza apenas se sale de Quintanapalla en dirección norte.  A la derecha corren el ferrocarril, el río Vena y la carretera que por Barrios de Colina llega a las Villaescusas y Santa María del Invierno.  En el alto se encuentra un complejo hotelero que en los días de fuertes nevadas ha tenido que cobijar a los automovilistas que se quedaron atrapados. Bajando y en la margen izquierda se encuentra Monasterio de Rodilla con sus parques eólicos.
En La Brújula las aguas se vierten tanto a la cuenca del Ebro como a la del Duero.

«Misterio de una gota de agua y capricho del viento ... Son gotas hijas de una misma nube y, sin embargo, los derroteros pueden ser diversísimos ...»

## Toponimia
Antiguamente llamado cuculla, topónimo de mera geografía, hasta que en 1791 se colocó ahí una brújula para orientación de los caminantes y el instrumento acabó por imponer su nombre.
Como curiosidad, en latín, cuculla significa "capucha", y en catalán, esta misma palabra ha evolucionado a dar nombre a los chapiteles de los edificios.  Ambos significados se enmarcan en la idea de que el puerto estaba "por encima".

## Historia
El alto tiene un valor estratégico importante y sirvió para demarcar a los pueblos antiguos; los romanos poblaron la ciudad autrigona de Tritium Autrigonum, que cita el itinerario de Antonio.  Por ella circulaba la doble vía de Aquitania y la de Zaragoza a Astorga y en estos pagos aún queda su huella.
Siglos después, durante la primera guerra carlista, una expedición carlista al mando de Ignacio de Negri, mal aprovisionada y con poca fuerza, fue aniquilada en un enfrentamiento en el Puerto de la Brújula el 27 de abril de 1838.  En esta expedición iba también Gregorio González Arranz, que, sin embargo, no estuvo presente el día de la derrota por haber sido enviado días antes a solicitar refuerzos.
Durante la guerra civil española fueron enterrados cientos de personas en fosas comunes, asesinadas por los partidarios del golpe de Estado del 18 de julio de 1936.

### Telégrafo óptico
El puerto de La Brújula tuvo una importancia clave en el sistema de comunicaciones mediante telégrafo óptico ideado en España en el siglo XIX.  En la provincia de Burgos aún se conservan restos, en diversos estados de conservación, de las numerosas torres que se construyeron para comunicar el centro de la península con el norte.  En lo alto del puerto de la Brújula estuvo la torre 29 de la Línea de Castilla, que comunicaba Madrid con Irún. Esta torre desapareció tras ser incendiada el 19 de junio de 1847 por una partida carlista.

## Complejo eólico
Está integrado por cuatro parques: La Brújula, Llanos de San Martín, Monasterio de Rodilla y La Veleta; dispone de 81 aerogeneradores de tecnología Gamesa, para una potencia de 73,45 megavatios, con una inversión de 73 millones de euros.